# PSO J318.5-22

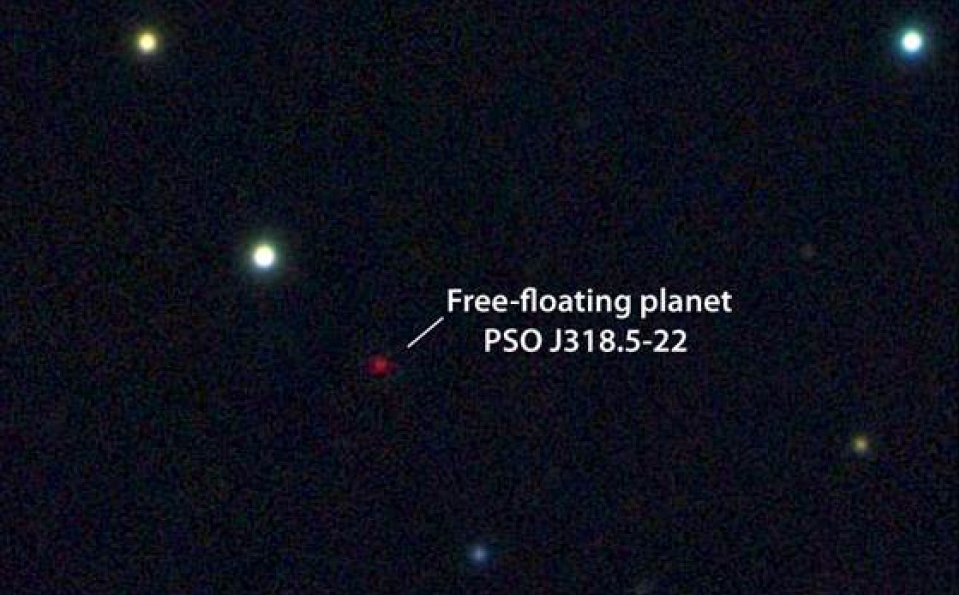

PSO J318.5-22는 태양계의 밖에 있는 떠돌이 행성 중에 하나이다. 모항성이 없기 때문에 우주의 공간을 떠도는 떠돌이 행성 중 하나이다. 가스 행성에 속한다.

## 특징
PSO J318.5-22는 악성 행성으로 모항성의 궤도를 돌지 않는 행성 질량의 외부 물체다. 지구로부터 약 80광년 떨어져 있으며, 베타 픽토리스 이동 그룹에 속한다. 목성형 행성 중에 하나이며, 이 물체는 2013년에 팬-STARRS PS1 광야 망원경이 촬영한 이미지에서 발견되었다. PSO J318.5-22의 나이는 베타 픽토리스 그룹과 같은 1,200만 년으로 추정되고 있다. 계산된 온도와 나이를 바탕으로 갈색 왜성 스펙트럼 타입 L7에 따라 분류된다. 하와이대 천문연구소의 마이클 류 팀장은 "우리는 이렇게 생긴 물체가 우주에서 자유롭게 떠다니는 것을 본 적이 없다"고 말했다. 다른 별 주변에서 발견되는 젊은 행성의 특징을 모두 갖추고 있지만, 홀로 저 바깥으로 떠돌고 있다고 말했다. 그러한 물체에 대한 현재의 이론은 중력 섭동이 행성 억제를 통해 형성된 직후 행성계로부터 그들을 쫓아냈거나 혹은 다른 수단에 의해 형성되었을 가능성을 포함한다. 모항성이 없는 떠돌이 행성이지만 이 행성은 구름 내부의 추정 온도는 1,100 K(800 °C)를 초과한다. 뜨거운 먼지와 녹은 철로 만들어진 구름은 행성과 행성 같은 물체에 구름이 얼마나 널리 퍼져 있는지를 보여준다. 2020년까지 모델링은 밝기 가변성이 구름에 의해 명백하게 귀속될 수 없다는 것을 보여주었다.

## 같이 보기
- 천문학
- 은하수
- 떠돌이 행성
- 외계 행성
- 가스 행성